# Llandovery Rugby Football Club
Il Llandovery Rugby Football Club è una squadra gallese di rugby a 15 della città di Llandovery, nel sud del Galles. Attualmente partecipa alla Welsh Premier Division e, nella scorsa stagione, ha vinto la Welsh Cup battendo il Cardiff RFC al Millennium Stadium.

## Storia
Esistono prove scritte dell'esistenza di un club di rugby a Llandovery precedenti al 1878, sebbene da queste non è chiaro se si trattava di una squadra cittadina o del college. Il 22 febbraio 1878 un articolo del Carmarthen Journal riferisce di una partita tra "Llandovery" e altri team locali dove questi ultimi sono specificatamente chiamati college teams, mentre il Llandovery non lo è.
Ci sono prove che nel 1879 il Llandovery, squadra diversa dal Llandovery College, giocò quella che può essere vista come la sua prima partita ufficiale contro il Christ College di Bridgend.
Il Llandovery era presente il 12 marzo 1881 al Castle Hotel di Neath quando fu fondata la Welsh Rugby Union.

## Palmarès
- Welsh Cup: 2006-07

## Giocatori noti
- Charles Prytherch Lewis